# Umweltökonomische Bewertung
Die umweltökonomische Bewertung ist eine wirtschaftswissenschaftliche Methode zur Entscheidungsunterstützung und Planung. In Standardanwendungen der umweltökonomischen Bewertung werden Umweltveränderungen gegenüber einem Vergleichszustand bewertet, in der Regel gegenüber dem Status quo. Es kann sich dabei etwa um Veränderungen naturnaher oder genutzter Ökosysteme handeln oder um Veränderungen von deren Vorteilhaftigkeit oder Nutzbarkeit.
Die Methode kann genutzt werden, um Kosten-Nutzen-Analysen durchzuführen, um die umweltökonomische Gesamtrechnung zu stützen oder um den Wert der Biosphäre in einer allgemein nachvollziehbaren Einheit zu demonstrieren. Umweltökonomische Bewertungen nutzen oft das Konzept des ökonomischen Gesamtwertes bzw. der Ökosystemdienstleistungen.

## Ethische und wohlfahrtsökonomische Grundlagen
Die umweltökonomische Bewertung basiert explizit auf einer anthropozentrischen Perspektive. Es ist umstritten, ob dies eine Miteinbeziehung intrinsischer Werte nichtmenschlicher Entitäten im Rahmen des Konzepts des ökonomischen Gesamtwertes ausschließt.
Die Methodik umweltökonomischer Bewertung hat ihre Grundlagen in den von Alfred Marshall und vor allem John R. Hicks entwickelten Wohlfahrtsmaßen.

## Methoden
Es gibt eine Reihe von Methoden zur Ermittlung des ökonomischen Werts von Umweltgütern. Sie werden in der Regel eingeteilt in vier Gruppen: marktpreisbasierte Methoden, kostenbasierte Methoden, Methoden offenbarter Präferenzen sowie Methoden geäußerter Präferenzen.

### Marktpreisbasierte Methoden
Marktpreisbasierte Methoden (auch direkte Marktbewertungsmethoden) werden verwendet für Güter, die auf Märkten gehandelt werden (wie z. B. Wildfleisch oder wilde Früchte) und damit Marktpreise haben. Diese werden dann gemäß den Grundsätzen der Wohlfahrtsökonomik als der Wert des betreffenden Umweltgutes interpretiert. Gegebenenfalls kann der Wert eines Umweltgutes auch berechnet werden, indem sein Beitrag zu verschiedenen Prozessen geschätzt wird (Produktionsfunktionsmethode).

### Kostenbasierte Methoden
Bei der Verwendung kostenbasierter Methoden macht man sich indirekte Kosten von Maßnahmen, die in Verbindung mit dem betreffenden Umweltgut stehen, zunutze. Man unterscheidet vier Methoden in dieser Gruppe:
- Opportunitätskosten-Methode: die ökonomischen Vorteile alternativer Nutzungen, auf die verzichtet werden muss, um das Umweltgut zu erhalten, werden als eine Näherung von dessen Wert interpretiert;
- Vermeidungskosten-Methode: die Kosten, die der Schutz des Umweltgutes verursacht, wird als dessen Wert interpretiert;
- Ersatzkosten-Methode: die Kosten der technischen Substitution der Leistungen, die ein Ökosystem erbringt (z. B. Wasserreinigung), werden mit dem Wert dieser Leistungen gleichgesetzt.
- Wiederherstellungskosten-Methode: die Kosten der Wiederherstellung des Umweltgutes nach dessen reversibler Zerstörung werden als sein Wert interpretiert (z. B. die Kosten der Wiedervernässung von Mooren).

Die kostenbasierten Methoden sind in der Umweltökonomik umstritten, weil sie im Gegensatz zu anderen Bewertungsmethoden nicht präferenzbasiert sind. Das heißt, sie beziehen sich auf die technologische Möglichkeit bestimmter Maßnahmen, nicht auf ihre Erwünschtheit im Sinne von Präferenzen.

### Methoden offenbarter Präferenzen
Die Methoden offenbarter Präferenzen nutzen Daten zu Marktpreisen von Gütern, deren Wert von bestimmten Umweltgütern beeinflusst wird. Mittels statistischer Verfahren wird dann berechnet, wie viel das Umweltgut zu bestimmtem (Kauf-)Verhalten beigetragen haben muss. Man unterscheidet in dieser Kategorie zwei Methoden:
- Der hedonische Preisansatz basiert auf der Analyse von Marktpreisen für Immobilien: mittels statistischer Verfahren wird ausgerechnet, um wie viel die Unterschiede in einem Charakteristikum (Umweltgut, z. B. Nähe zu einem Wald) bei sonst identischen Bedingungen den relativen Preis von Immobilien beeinflussen.
- Die Reisekostenmethode kann genutzt werden, um den ökonomischen Wert von Naherholungsgebieten, Nationalparken u. Ä. zu berechnen. Dazu werden die Kosten analysiert, die Menschen auf sich nehmen, um einen derartigen Ort aufzusuchen – dies ist dann sein Mindestwert. Alternativ können, ähnlich wie beim hedonischen Preisansatz, mehrere mögliche Reisezielorte miteinander bezüglich ihrer Charakteristiken verglichen werden (site choice travel cost method).

### Methoden geäußerter Präferenzen
Die Methoden geäußerter Präferenzen sind die einzige Methodenklasse, die es vermag, nicht-nutzungsabhängige Werte (siehe Ökonomischer Gesamtwert) von Umweltgütern zu schätzen. Diese befragungsgestützten Methoden basieren auf der Konstruktion von hypothetischen Situationen („Märkten“), in denen die befragten Personen fiktive Entscheidungen treffen sollen, aus denen dann ihre Zahlungsbereitschaft (willingness to pay, WTP) oder Bereitschaft, Kompensationszahlungen zu akzeptieren (willingness to accept compensation, WTA) für eine gegebene Änderung in der Bereitstellung eines Umweltgutes berechnet werden kann. Die zwei häufigsten Methoden dieser Kategorie sind die kontingente Bewertungsmethode und das Choice Experiment.

### Benefit-Transfer
Der Benefit-Transfer (BT; eng. auch selten Values Transfer) ist keine Bewertungsmethode im engeren Sinne, sondern vielmehr ein Ansatz zur Ermittlung des Wertes eines Umweltgutes mithilfe von bereits vorhandenen Bewertungsdaten anderer, ähnlicher Umweltgüter. Es werden verschiedene Varianten angewandt, von einem einfachen unit BT, bei dem der an der sog. study site ermittelte Wert einfach für ein gleiches Gut an der sogenannten policy site übernommen wird; über einen adjusted unit BT, bei dem der in study site ermittelte Wert mit einem Korrekturfaktor für Unterschiede zur policy site (z. B. im mittleren Einkommen) angepasst wird; und über den value function BT, bei dem im Rahmen der Übertragung verschiedene Parameter angepasst werden; bis hin zu meta-analytic BT, bei dem die Werte aus mehreren study sites zur Grundlage genommen werden.

## Diskontierung
Im Kontext der Kosten-Nutzen-Analyse ist Diskontierung von in der Zukunft anfallenden Nutzen von entscheidender Bedeutung: um Kosten und Nutzen einer Umweltmaßnahme zu vergleichen, die zu unterschiedlichen Zeitpunkten anfallen, muss man sie laut ökonomischer Theorie auf ihre Barwerte diskontieren. Es ist in der Umweltökonomik umstritten, welche Diskontrate bei der Betrachtung von öffentlichen Umweltgütern zu verwenden sei.

## Verwendung
Umweltökonomische Bewertungsstudien werden mit verschiedenen Zielen durchgeführt. Dazu gehören:
- Informieren der Öffentlichkeit über den ökonomischen Wert von Ökosystemen,
- Umweltökonomische Gesamtrechnung,
- Politikanalysen (z. B. Kosten-Nutzen-Analysen),
- Landnutzungsplanung,
- Payments for Ecosystem Services,
- Buchführung und Berichterstattung von Unternehmen,
- Common asset trusts.

## Die Costanza-Studie
Die mit Abstand bekannteste und am häufigsten zitierte umweltökonomische Bewertungsstudie ist die 1997 in Nature veröffentlichte The value of the world’s ecosystem services and natural capital von einem Autorenteam um Robert Costanza. Die Autoren, die sich vor allem des Ansatzes des Benefit-Transfers bedienten, schätzten den ökonomischen Gesamtwert der Biosphäre auf 33 Billionen US-Dollar (Mittelwert), mit einem Range von 16 bis 54 Billionen. Unbeachtet ihrer Popularität in Medien wurde die Studie von Ökonomen z. T. massiv kritisiert, u. a. in einem Symposium-Ausgabe der Zeitschrift Ecological Economics. Einer der Kommentatoren nannte die Schätzung „a serious underestimate of infinity.“ Der Hauptkritikpunkt ist der Widerspruch, in dem die Aussage der Studie zur ökonomischen Theorie stehe: umweltökonomische Bewertung basiere auf (in Relation zum Einkommen) marginalen Veränderungen des zu bewertenden Umweltgutes, während der von Costanza und Kollegen geschätzte Wert das Welt-Bruttosozialprodukt (das gewissermaßen als Maß für das Einkommen der Menschheit herangezogen worden war) überstieg.

## Kritik
Umweltökonomische Bewertung ist oft Objekt von Kritik, sowohl in der Wissenschaft als auch in Medien. Dabei werden verschiedene Kritikpunkte erhoben:
- Ökonomische Bewertung von Natur führe zur Verdrängung moralischer Argumente für Umweltschutz, weil sie auf einem anthropozentrischen Weltbild basiert und monetäre Werte in den Mittelpunkt stellt. Dabei werden unterschiedliche Probleme erkannt: die Exklusion alternativer „Bewertungssprachen“ (engl. valuation languages);[15] die Verdrängung moralischer Motivation durch monetäre Anreize (vgl. Korrumpierungseffekt);[16] sowie die Außerachtlassung des intrinsischen Wertes von Natur.[17]
- Die Verwendung monetärer Metriken führe zur Kommodifizierung der Natur, sei es durch die umweltökonomische Bewertung selbst, sei es durch Payments for Ecosystem Services, Emissionsrechtehandel und ähnliche ökonomische Instrumente.[18] Manchmal wird dies als Ausdruck des Vordringens des Neoliberalismus verstanden.[19][20]
- Die Komplexität von Ökosystemen sei in vielen Fällen eine wichtige Grenze für die Aussagekraft und Sinnhaftigkeit umweltökonomischer Bewertung, insbesondere wenn sie im Kontext einer Kosten-Nutzen-Analyse angewandt wird.[21]
- Der ökonomische Wert von Leistungen der Natur hängt auch von der Verteilung von Einkommen in einer Gesellschaft ab.[22] Das individuelle Einkommen beeinflusst den Wert, den Menschen den Leistungen der Natur zusprechen.[23] Damit beeinflusst die gesellschaftliche Einkommensverteilung auch den Wert, den die Gesellschaft insgesamt der Natur beimisst.[24]
- Konkret mit Bezug auf Methoden geäußerter Präferenzen (wie Kontingente Bewertung und Choice Experimente) wird eingewandt, dass ihre Ergebnisse oft im Widerspruch mit der zugrunde liegenden ökonomischen Theorie lägen und damit unbrauchbar seien[25] sowie dass durch solche Methoden der Mensch in seiner Rolle als Konsument mit dem Bürger verwechselt werde.[26][27]
- In einem von BfN und IUCN in Auftrag gegebenen Gutachten zu ethischen Argumentationslinien in der Nationalen Strategie zur biologischen Vielfalt wurde darauf hingewiesen, dass es zwar für die Politik hilfreich sei, „die Kosten für die Bewahrung der biologischen Vielfalt zu beziffern, damit sie diese gegen die mutmaßlichen Kosten ihres Verlusts abwägen kann“, doch sei aus „ethischer Perspektive […] nicht nur die Höhe der Kosten und Nutzen bedeutsam, sondern vor allem die Frage ihrer Verteilung.“[28]